# シェルモン
シェルモンはデジタルモンスターシリーズに登場する架空の生命体・デジタルモンスターの一種。

## 概要
初登場はVer.3。ヤドカリのような生態を持ちながら、軟体型で本体に甲殻を持たないという奇妙な設定付けをされている。

## 種族としてのシェルモン
ネットの海の浅瀬にすむ軟体型デジモン。成長の過程で小さな岩山ほどまで大きくなり、ヤドカリのように体の大きさにあった住処を探し、移り住んでいく。

### 基本データ
- 世代/成熟期
- タイプ/軟体型
- 属性/データ
- 必殺技/ハイドロプレッシャー
- 得意技/ドリルシェル、スピンシェルター
- 勢力/ディープセイバーズ

### 亜種・関連種・その他
- モリシェルモン

## 登場人物としてのシェルモン
デジモンアドベンチャー
第2話に登場し、公衆電話が立ち並ぶ砂浜で子どもたちと遭遇し、グレイモンの初の対戦相手となる。41話で再び登場するが、成長期デジモンたちのチームワークで進化せずに撃退されている。
カソードテイマー
アグモンに呼び出されたリョウが初めて遭遇し、戦うデジモン。上記の個体との関連は不明だが、アノードテイマーでは最初の戦闘で同作品の最初に遭遇した敵であるクワガーモンが登場しており、少なくともオマージュの意味合いはあるようだ。